# Alexandru Ciupe
Alexandru Remus Ciupe (18 de marzo de 1972) es un deportista canadiense que compitió en judo. Ganó dos medallas en el Campeonato Panamericano de Judo en los años 2005 y 2006.

## Palmarés internacional
| Campeonato Panamericano | Campeonato Panamericano  | Campeonato Panamericano | Campeonato Panamericano |
| Año                     | Lugar                    | Medalla                 | Categoría               |
| ----------------------- | ------------------------ | ----------------------- | ----------------------- |
| 2005                    | Caguas (Puerto Rico)     | Medalla de plata        | –100 kg                 |
| 2006                    | Buenos Aires (Argentina) | Medalla de bronce       | –100 kg                 |